# مایلسون دا نوبرگا
مایلسون دا نوبرگا (انگلیسی: Maílson da Nóbrega؛ زادهٔ ۱۴ مهٔ ۱۹۴۲) سیاست‌مدار اهل برزیل است.